# Principio di indeterminazione tonale
Il principio di indeterminazione tonale è una legge dell'acustica secondo la quale un suono non può mai essere completamente "puro", cioè essere composto da un'onda sonora con frequenza ben determinata (armonica pura). In pratica, infatti, compaiono altre componenti oltre al tono fondamentale (ipertoni); oltre a ciò, a seconda della durata del suono vi è una produzione di onde con frequenza diversa (anche se di poco) dalla fondamentale. Dunque vi è una indeterminazione del tono emesso che impedisce di conoscere con precisione assoluta la frequenza fondamentale di un suono qualunque.

## Descrizione

### I pacchetti d'onda
Le onde sonore sono limitate nel tempo, quindi il comportamento di un suono non è descritto esattamente da un'onda stazionaria: si parla invece di pacchetti d'onda. Un pacchetto d'onda è dato da una combinazione di due onde: l'onda portante o fase, che rappresenta l'andamento dell'intensità sonora con il tempo, e l'onda modulante o inviluppo, che rappresenta il suono emesso.

Rappresentazione di un pacchetto d'onda nel dominio del tempo.

Matematicamente, il pacchetto è dato dal prodotto di un'onda sinusoidale di frequenza {\displaystyle f_{0}} per l'inviluppo, che definisce la modulazione di ampiezza.
Ad esempio, un pacchetto con onda portante {\displaystyle cos(2\pi f_{1}t)} e inviluppo {\displaystyle e^{-{\frac {1}{2}}(2\pi f_{2}t)^{2}}} sarà pari a {\displaystyle cos(2\pi f_{1}t)\cdot e^{-{\frac {1}{2}}(2\pi f_{2}t)^{2}}}. . Lo spettro in frequenza del pacchetto è dato dalla convoluzione tra lo spettro dell'inviluppo e quello dell'onda sinusoidale. Il risultato di tale operazione è uno spettro centrato alla frequenza {\displaystyle f_{0}} con la forma dello spettro dell'inviluppo.

### L'espressione matematica del principio
Per un suono di durata {\displaystyle \Delta t}, vale la relazione
{\displaystyle \Delta f\approx {\frac {1}{\Delta t}}}
dove {\displaystyle \Delta f} è la larghezza della banda di frequenze nel pacchetto d'onda intorno alla frequenza centrale propria del tono fondamentale. In pratica si tratta della gamma di frequenze emesse insieme alla fondamentale, che rendono il suono impuro.

### Conseguenze
Secondo il principio di indeterminazione tonale non è possibile realizzare un pacchetto d'onda rigorosamente monocromatico (cioè con una frequenza pura). Infatti più la durata del suono è breve e più è grande la gamma di frequenze diverse dalla fondamentale. Il limite  Δf=0 si ha solo per un suono di durata infinita.
Un esempio pratico può essere la pizzicatura di una corda di chitarra, ad esempio per eseguire un do4. Realisticamente poniamo Δt = 1/20 s. Allora Δf ≈ 20 Hz; vale a dire più della differenza tra il do4 (261,6 Hz) e il do♯4 diesis (277,2 Hz).